# Take Me Away (Fefe Dobson)
Take Me Away è un brano musicale della cantante canadese Fefe Dobson, estratto come secondo singolo dall'album Fefe Dobson, ed è il primo ad essere pubblicato a livello internazionale.

## Tracce
1. Take Me Away – 3:29
2. Bye Bye Boyfriend – 4:14

## Classifiche
| Classifica (2003) | Posizione massima |
| ----------------- | ----------------- |
| Canada            | 20                |
| Stati Uniti       | 87                |